# Berchemia omeiensis
Berchemia omeiensis là một loài thực vật có hoa trong họ Táo. Loài này được D.Fang mô tả khoa học đầu tiên năm 1979.